# Stray (игра)
Stray (с англ. — «бродячий») — приключенческая компьютерная игра, разработанная студией BlueTwelve Studios и изданная компанией Annapurna Interactive. Игра вышла 19 июля 2022 года для Windows, PlayStation 4 и PlayStation 5. 19 ноября 2024 года игра вышла на платформе Nintendo Switch.
Ранее игра была известна под названиями HK_Project и HK-Devblog, которые происходят от давнего блога её разработчиков. В игре рассказывается о бродячем коте, который попадает в мир, населённый роботами, и решает вернуться к своей семье.

## Игровой процесс

В Stray игрок управляет бродячим котом, который попадает в мир, населённый роботами

Игра представляет собой приключенческую игру от третьего лица. В ней есть элементы открытого мира, а также упор, сделанный на атмосферу и искусство. Игрок, управляя рыжим котом, должен решать головоломки для того, чтобы продвигаться по сюжету, перемещая предметы и перебираясь по платформам. Протагониста сопровождает дрон-спутник по имени B-12 (Б-12), который может помочь, переводя язык роботов и храня предметы, найденные по всему миру. Одни из врагов игры — зурки (англ. Zurks), которые будут нападать на игрока свирепыми роями.

## Сюжет
Группа из четырёх бездомных кошек бродит по заброшенному зданию, однако один из них, попытавшись перепрыгнуть через сломанную трубу вслед за сородичами, падает в пропасть и оказывается в безлюдном подземном городе. Вскоре кот находит лабораторию, где помогает загрузить искусственный интеллект в тело маленького дрона B-12. Дрон объясняет, что ранее помогал некоему учёному, но большая часть его памяти была повреждена, и ему нужно время для восстановления. B-12 обещает помочь герою вернуться на поверхность и сопровождает его дальше в город.
По мере того, как они путешествуют дальше, кот и дрон обнаруживают, что, хотя в городе полностью отсутствует человеческая жизнь, там остались прислуживавшие людям роботы — Компаньоны. За время отсутствия человечества Компаньоны обрели самосознание и построили собственное общество, но оказались в ловушке под землёй. Руины также кишат Зурками — существами-мутантами, которые были созданы для пожирания мусора, но в дальнейшем перешли на органическую жизнь и роботов.
Пара встречает Момо — участника группы Аутсайдеров, посвятивших себя поиску пути на поверхность. С помощью Компаньонов кот и B-12 добираются до сектора Мидтаун, где встречает ещё одного «аутсайдера» Клементину, которая планирует украсть атомную батарею для обеспечения питания поезда метро, ведущего на поверхность. Трио пойманы и арестованы Стражами, но кот помогает всем сбежать из тюрьмы. Клементина остаётся, чтобы ввести Стражей в заблуждение, в то время как кот и B-12 убегают в метро, которое доставляет их в центр управления городом.
По прибытии в контрольный центр к B-12 наконец возвращаются все его воспоминания. Согласно им, учёный пытался загрузить своё сознание в тело робота, но процесс пошёл наперекосяк. B-12 также вспоминает, что Город-крепость 99 был построен, чтобы укрыть человечество от катастрофы на поверхности, но в конце концов чума уничтожила всё человеческое население. Понимая, что наследие человечества теперь принадлежит Компаньонам и коту, B-12 жертвует собой, чтобы открыть противовзрывные двери. После их открытия на город падает солнечный свет, который сжигает Зурков и деактивирует Стражей.
Попрощавшись с дроном, кот покидает город через главный выход и достигает поверхности. Как только герой уходит, возле выхода загорается экран.

## Разработка

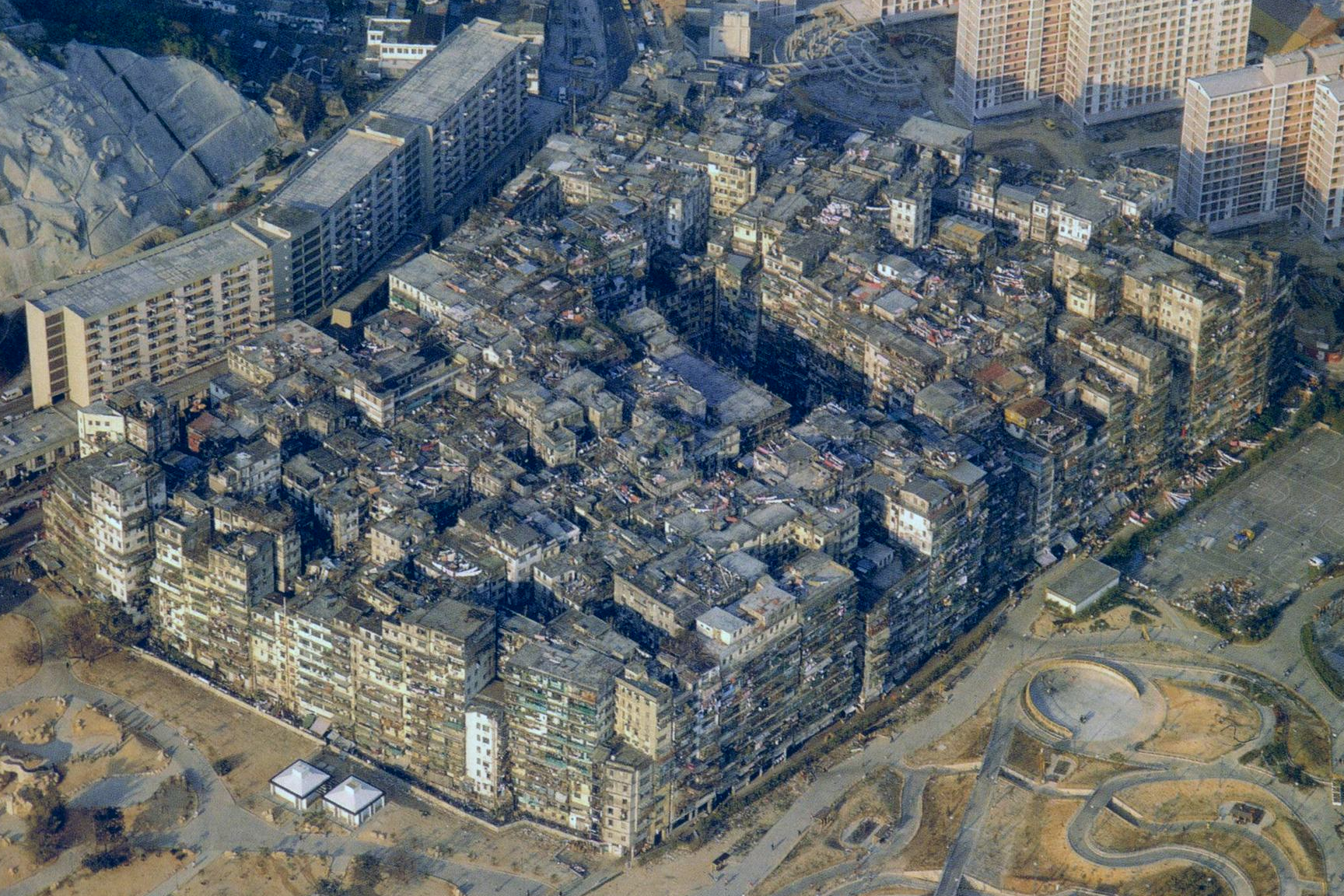
Прототипом города в игре послужил город-крепость Коулун в Гонконге, охарактеризованный разработчиками как «идеальная игровая площадка для кота»

Koola и Viv, соучредители BlueTwelve, начали работать над Stray, первоначально известным как HK_Project, поскольку они хотели заняться независимым проектом после работы в Ubisoft. После того, как они выложили кадры из игры в Твиттере, компания Annapurna Interactive обратилась к ним в апреле 2016 с предложением издать проект. Для разработки игры в 2016 году была основана BlueTwelve Studio. Разработка проходила в Монпелье на юге Франции. Игра Stray находилась под сильным эстетическим влиянием города-крепости Коулун, в то время как игровой процесс был вдохновлён котами основателей, Мерто и Риггсом. В игре используется игровой движок Unreal Engine 4.
Об игре было объявлено 11 июня 2020 года на мероприятии PlayStation Future of Gaming. В трейлере Sony на выставке Consumer Electronics Show в январе 2021 года срок выпуска игры был отмечен мелким шрифтом как «октябрь 2021»; позднее Sony убрала данный текст из трейлера. Игра вышла для Windows, PlayStation 4 и PlayStation 5.
1 июня 2023 года Annapurna Interactive заявила, что в разработке находится версия игры для macOS, совместимая с компьютерами Mac с чипами серии Apple M. 29 июня того же года были анонсированы версии игры для Xbox One и Xbox Series X/S, выход которых состоялся 10 августа. 19 ноября 2024 года вышел порт на Nintendo Switch, анонсированный в июне того же года на презентации Nintendo Direct.

## Критика
| Сводный рейтинг       | Сводный рейтинг                 |
| Агрегатор             | Оценка                          |
| --------------------- | ------------------------------- |
| Metacritic            | (PC) 83/100 (PS5) 83/100        |
| OpenCritic            | 84/100                          |
| Иноязычные издания    |                                 |
| Издание               | Оценка                          |
| Destructoid           | 9/10                            |
| Edge                  | 7/10                            |
| EGM                   | [ 23 ]                          |
| Game Informer         | 8/10                            |
| GameRevolution        | [ 25 ]                          |
| GameSpot              | 9/10                            |
| GamesRadar+           | [ 27 ]                          |
| Hardcore Gamer        | 4,5/5                           |
| IGN                   | 8/10                            |
| Jeuxvideo.com         | 15/20                           |
| PCGamesN              | 9/10                            |
| PC Gamer (US)         | 82/100                          |
| Push Square           | [ 33 ]                          |
| Shacknews             | 9/10                            |
| The Guardian          | [ 35 ]                          |
| VG247                 | [ 36 ]                          |
| Video Games Chronicle | [ 37 ]                          |
| Русскоязычные издания |                                 |
| Издание               | Оценка                          |
| 3DNews                | 9/10                            |
| PlayGround.ru         | 8/10                            |
| StopGame.ru           | «Изумительно»                   |
| «Игромания»           | 10/10                           |
| «Игры Mail.ru»        | 7,5/10                          |
| Награды               |                                 |
| Издание               | Награда                         |
| «Игромания»           | «Дебют года» «Приключение года» |

Согласно агрегатору рецензий Metacritic, игра получила «в целом благоприятные» отзывы. Критики высоко оценили сам город, аутентичное изображение кошки, NPC, синтезаторный саундтрек, а также простые, но увлекательные головоломки, в то время как критика была направлена на неоригинальность действий и стелс-механику.
Джордан Девор из Destructoid похвалил идею названия и подчеркнул, как реалистичное изображение кота контрастирует с миром пост-киберпанка, написав: «Этот разрушенный, но обнадёживающий научно-фантастический мир построен аутентичным, продуманным способом и добавление обычного кота, который любит кромсать диваны, опрокидывать вёдра с краской и прижиматься к самым случайным уютным местам, — это такой отличный контраст». Джош Хармон из Electronic Gaming Monthly (EGM) направил критику в сторону диссонанса между апатичной, вуайеристской природой реалистичного кота и его способностями решать головоломки и похвалил его более правдоподобные моменты, написав: «… вы исследуете, чтобы решать головоломки и ставить галочки перед некоторыми объективными рамками, но удовольствие от этого исходит от чего-то вполне правдоподобного: кошка в незнакомой среде, обследующая свою новую территорию, преследующая всё, что кажется интересным, и опрокидывающая кучу вещей в процессе».
Блейк Хестер из Game Informer указал на механику стелса, боя и уклонения в качестве главного недостатка, заявив, что разработчики не смогли использовать весь потенциал кота, в то время как плотный, «художественно-фантастический» мир его приятно удивил, написав: «Подземный город постоянно впечатляет и доставляет удовольствие исследовать его, от подземных коллекторов до загромождённых городских пейзажей, полных неона, от высокодетализированных квартир до одиноких крыш». Пол Тамбурро из GameRevolution выразил недовольство неудобными подсказками кнопок, непоследовательными головоломками, варьирующимися от очень простых до «разочаровывающе тупых», и не самую большую продолжительность игры, но похвалил «великолепный» мир киберпанка, роботов-неигровых персонажей, аутентичное изображение кота и его динамику c B-12.
В своей статье для GameSpot Алессандро Барбоса раскритиковал «менее выдающуюся» боевую и стелс механику, но похвалил игру за отказ от механики типичных головоломок в пользу концентрации игрока на способностях и ограничениях кота, заявив: «Главная сила Stray в том, насколько хорошо его общий дизайн воплощает уникальную перспективу и возможности главного героя, но это далеко не единственная отличительная черта всего приключения». Сэм Лавридж из GamesRadar отметил неудобную камеру и отсутствие указателей, но похвалил игровой процесс, написав: «Есть головоломки, которые нужно решить, разделы скрытности и множество исследований, которые нужно сделать, и всё это прекрасно сочетается… [Экшн-сцены] прекрасно уравновешивают более спокойные и исследовательские моменты, которые составляют большую часть игры».
Том Маркс из IGN оценил плотность мира и богатство его атмосферы, заявив: «Красиво спроектированный город, через который вам предстоит пробираться, мрачный, но без пессимизма, полон истории, которую нужно изучить, и очаровательных горожан-роботов, с которыми можно пообщаться, несмотря на довольно антиутопическую ситуацию вокруг них», но ему не понравилась неуклюжая и жёсткая система движений, основанная на подсказках кнопок. В статье для PC Gamer Джон Бейлс восхищался системой движения в игре, заключая: «…эта [кнопочная подсказка] идеально подходит для гибкости животного с взвешенными целями, которое заботится не о безумных прыжках, а сканирует окружающую среду в поисках чёткой цели и изучает доступные поверхности … общий результат — гладкий, удовлетворяющий цикл паузы, взгляда, прыжка, который поддерживает кошачью иллюзию», но считает неоригинальную простоту последовательностей действий самым слабым аспектом игры.
Крис Скаллион из Video Games Chronicle назвал Stray «одним из лучших релизов [Annapurna Interactive] на сегодняшний день» и похвалил его саундтрек, сказав: «Хотя [Янн ван дер Кройссен] специализируется на музыке с чиптюном, электронный саундтрек здесь точно знает, когда надо вызывать у игрока трепет, когда страх, а когда задеть наши надоедливые струны человеческого сердца». Келси Рейнор из VG247 оценила эмоциональные элементы игры и написала: «Дружба, которая разворачивается в результате ваших усилий, невероятно эмоциональна и вызовет что-то в вашей душе … [Бродяга-кот] трещит по швам от любви и жизни, даже в мире, который временами кажется таким далёким от этого».
Признана «лучшей дебютной инди-игрой» и стала победителем в номинации «Лучшая независимая игра» на премии The Game Awards 2022.
Игра получила 1-е место в номинациях «Дебют года» и «Приключение года» и 2-е место в номинации «Игра года» российского издания «Игромания».